# René Bougnol
René Bougnol (Montpellier, 1911. január 7. – Montpellier, 1956. június 20.) olimpiai és világbajnok francia tőr- és párbajtőrvívó.